# Svavelkontrollområden
Svavelkontrollområden, SECA, är utsläppskontrollområden för sjöfarten i enlighet med den Internationella sjöfartsorganisationen IMO:s Marpolkonvention bilaga VI där kraven på svavelhalten i marina bränslen är strängare.. Svavelkontrollområden finns (maj 2025) i Östersjön, Kattegatt, Nordsjön, Engelska kanalen och Medelhavet, runt Nordamerikas kuster och i Karibien.
Reglerna inom svavelkontrollområden gäller samtliga fartyg som färdas inom områdena, oberoende av flaggstat, teknik eller ålder och anges för EU:s del i svaveldirektivet.[källa behövs]